# Дирекция за гражданска мобилизация
Дирекцията за гражданска мобилизация е държавна институция в България, функционирала от 1939 до 1945 година, по време на Втората световна война. Създадена е през 1939 година като Отдел за гражданска мобилизация при Министерството на войната, от 1940 година има статут на дирекция, а от 1941 година е пряко подчинена на Министерския съвет.
Основната цел на Дирекцията за гражданска мобилизация е да организира мобилизирането на работници за производства, необходими във военните условия. Така в края на 1940 година броят на граждански мобилизираните лица е около 110 000 души. Освен това Дирекцията координира стопанския живот в страната и организира снабдяването на армията и гражданското население с основните стоки. След края на Втората световна война през 1945 година Дирекцията за гражданска мобилизация е присъединена към Върховния стопански съвет.
Архивът ѝ се съхранява във фонд 1471К в Централен държавен архив. Той се състои от 457 архивни единици от периода 1939 – 1947 г.